# 루나 10호

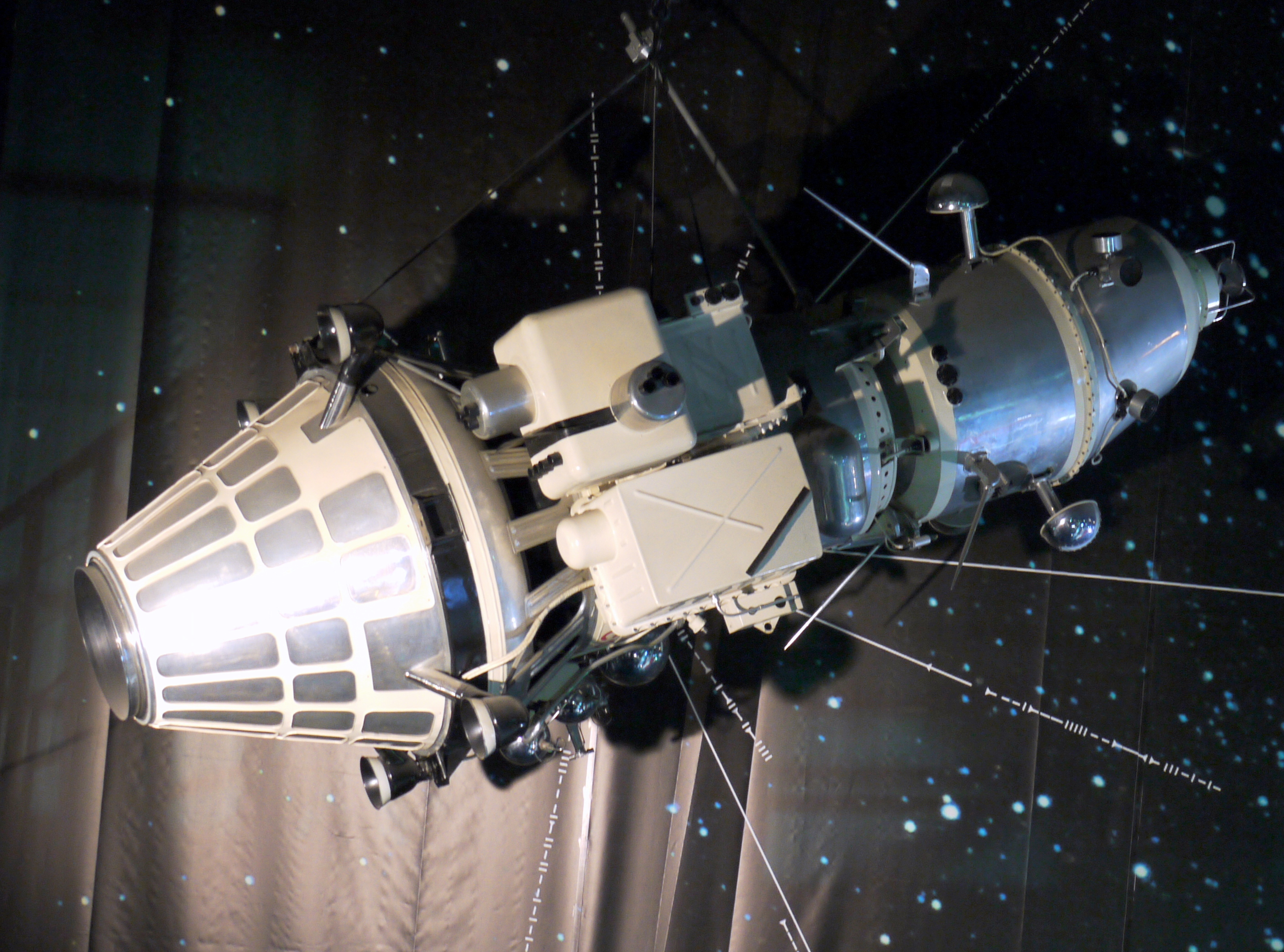
루나 10호의 모형

루나 10호는 소련의 무인 우주 탐사선으로 루나 계획에 의해 1966년 3월 31일 10:48:00 UTC에 Molniya-M 8K78M 로켓에 의해 발사되었다. 루나 10호는 달에 대한 첫번째 인공위성이 되었다.